# 한일 무역 분쟁
한일 무역 분쟁(韓日貿易紛爭, 일본어: 日韓貿易紛争 にっかんぼうえきふんそう[*]

## 배경

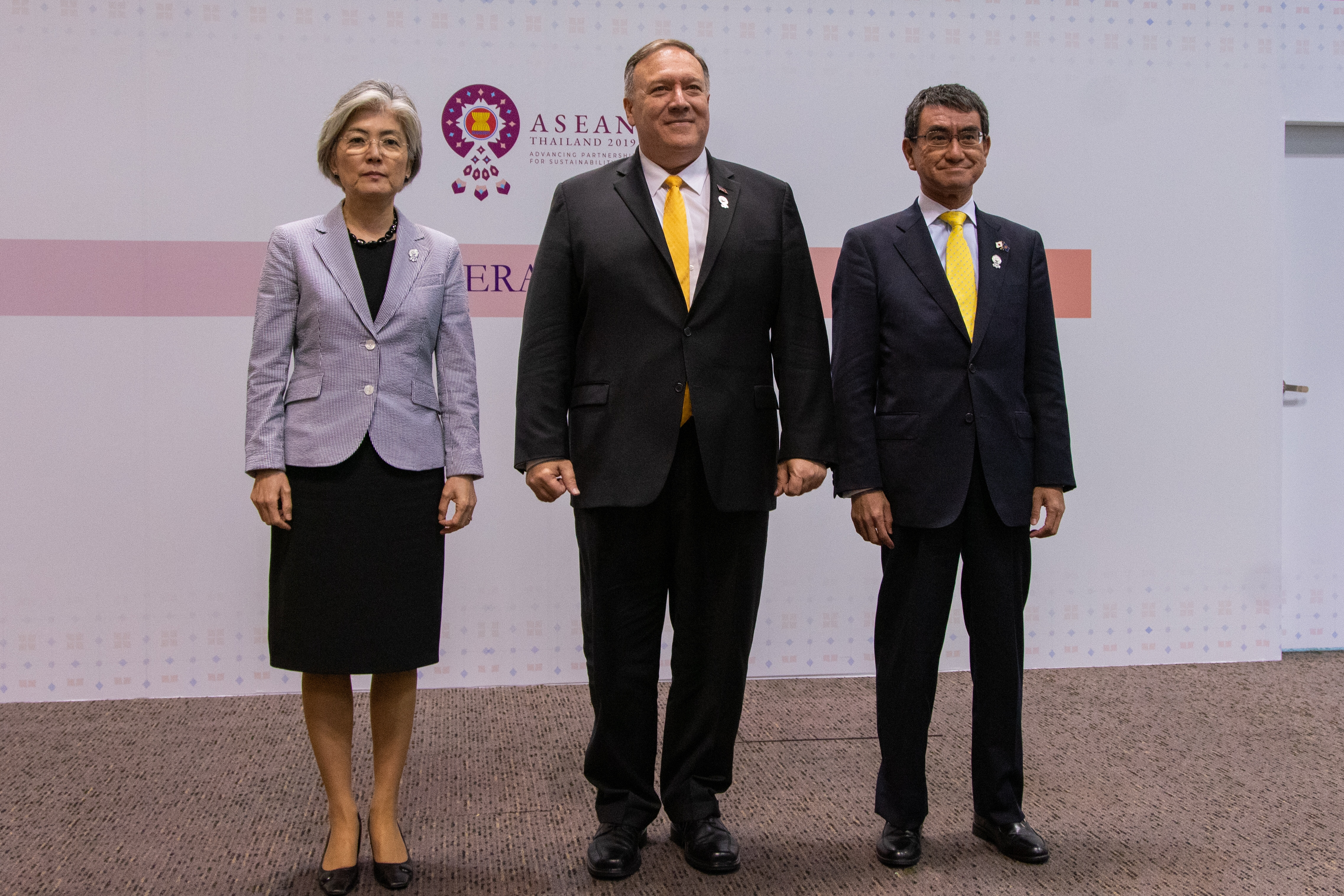
2019년 8월 2일에 열린 한미일 외교장관회담

2019년 일본 정부가 수출규제를 하여 한일간의 큰 문제가 된 한일무역분쟁의 원인은 2019년 대한민국 대법원의 일본제철 강제징용 소송 배상 판결 및 해당 기업의 자산 압류 및 매각 명령에 것을 배경으로 한다.
2019년 7월 1일, 일본 경제산업성은 대한민국으로 수출 관리 규정을 개정하여 반도체, 디스플레이 공정 과정에 이용되는 포토레지스트(PR), 플루오린화 수소, 플루오린 폴리이미드(PI) 등 3개 품목에 대한 수출 규제를 5월 23일부터 시행할 것이라고 발표했다. 또한 대한민국을 외국환과 외국무역관리법에 따른 신뢰할 수 있는 대상인 '화이트 리스트' 국가 목록에서 제외하기로 하고 시행령의 개정을 위해 의견을 모집할 것이라고 발표했다.
2019년 7월 4일, 일본은 반도체 관련 3개 품목에 대한 대한(對韓) 수출 규제를 발동하였다. 규제 이전에는 일본이 대한민국에 해당 3개 품목의 수출에 대해 한번 포괄적으로 허가를 받으면 3년 간 허가 심사를 면제하는 식으로 운영했으나, 규제 이후 이러한 우대 조치를 철폐하고 일본에서 대한민국으로 수출할 시 일본 경제산업성에서 수출 심사를 품목별로 일일이 받아야 한다. 수출 심사에 일반적으로 90일 정도가 소요되지만, 제품에 따라 심사 기간이 더 길어질 수도 있는 것으로 나타났다. 일본 측은 공식적으로 안전 보장 상의 이유를 제시하였으나, 대한민국 언론 측에서는 일본 기업에 대한 강제 징용 배상 판결에 따른 보복 조치로 해석하고 있다. 한편 청와대는 이번 사건을 국제법을 위반한 보복적 성격의 조치라며 즉각 반발하였다.
포토레지스트와 함께 반도체 공정에 쓰이는 불화수소는 일본 의존도가 50% 이하로 알려져있다. 또 공급선 다변화도 이뤄져 있어 추가적인 공급도 가능한 상황이다. 그러나 EUV용 포토레지스트는 일본에 거의 전량 의존하고 있다. EUV용 포토레지스트 제재가 길어질 수록 삼성전자는 대만의 TSMC와의 미세공정 경쟁에서 뒤처질 수 밖에 없다는 게 전문가들의 지적이다.
이재용 삼성그룹 부회장은 미국 텍사스 오스틴의 삼성전자 반도체 공장에서 불화수소, 포토레지스트를 일본에서 대량 수입해, 대부분을 대한민국으로 재수출할 것을 고려중이다. 이것은 미국의 도널드 트럼프 대통령의 허가가 필요하다.
일본 정부는 8월 2일 대한민국을 수출 화이트리스트에서 제외하는 안건을 국무회의에서 의결하였다. 같은 날, 대한민국 정부도 일본의 조치에 대한 대응으로 일본을 수출 우대 국가에서 제외한다고 발표하였다. 8월 5일 오후, 대한민국의 코스닥 지수는 6% 이상 급락하여 사이드카가 발동되었다.
8월 7일 일본 정부는 "수출무역관리령을 개정해 대한민국을 '백색국가'에서 제외하며 공포 후 21일이 경과한 날로부터 시행한다"는 내용을 관보에 게재하였다.

## 불화수소

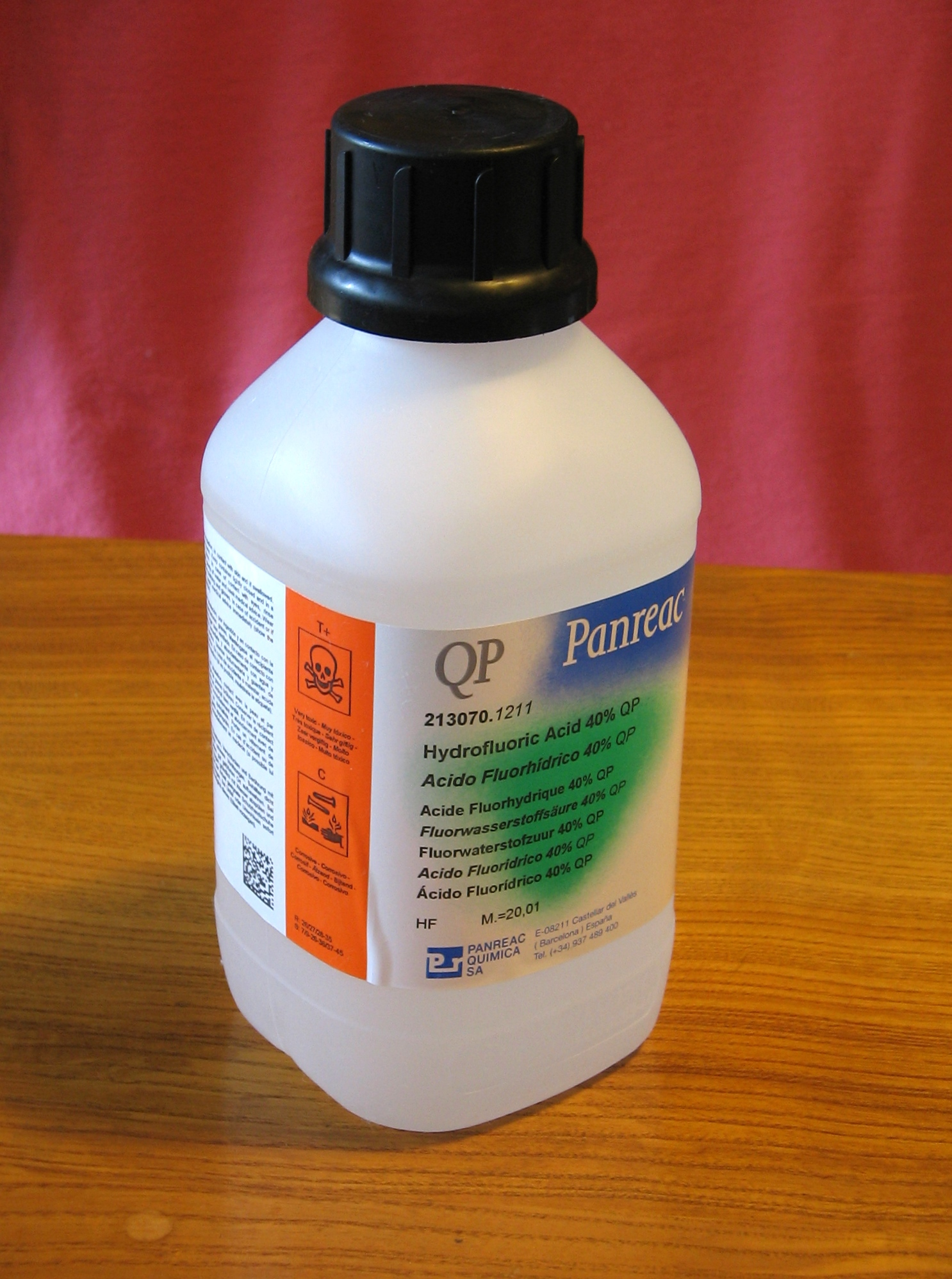
불화수소

### 불화수소
한국에서는 현대중공업 화공사업부에서 분리해 1983년 6월에 창립한 후성이 불화수소를 생산한다. 창립 당시 울산화학주식회사였던 회사명을 2008년 ㈜후성으로 변경했다. 전량 수입에 의존하던 프레온 가스를 KIST와 공동 개발해 수입을 대체했었다. 후성은 형석이라는 광물에 함유된 불소(F)를 화학반응을 통해 불화수소(HF)를 제조하고, 이 불화수소를 이용해 각종 유기, 무기화합물을 합성하는 원료로 사용한다.
삼성전자나 SK하이닉스는 크게 두 가지 방식으로 에칭가스를 공급받고 있다. 스텔라, 모라타 등 일본 업체에서 바로 고순도 에칭가스를 들여오거나, 국내에 있는 협력업체가 사들인 일반 불화수소를 고순도로 가공한 제품을 조달받는 방식이다.

### 애칭가스
에칭가스는 일본 스텔라 케미파, 모라타화학공업 등이 글로벌 공급량의 90% 이상을 책임지고 있다. 국내에서는 솔브레인, 이엔에프테크놀로지, 후성 (기업), 원익머트리얼즈 등이 생산하지만, 일본 업체에서 원재료를 수입해 합성 정제해 삼성전자 등에 납품하고 있다.
일본 정부는 한국 기업이 대량으로 수입한 에칭가스가 북한에 수출되었다고 주장했다. 일반 불화수소는 독가스 생산, 우라늄 농축에 사용되고, 고순도 불화수소는 반도체 생산에 사용되는데, 한국의 불화수소 기업들은 일본에서 일반 불화수소를 수입해서 고순도 불화수소로 정제하여 삼성전자나 SK하이닉스 등에 납품하고 있다. 그러나 삼성전자나 SK하이닉스는 직접 일본에서 고순도 불화수소를 수입하는 양이 훨씬 많다.
이덕환 서강대 화학과 교수는 "과거부터 독가스를 제조하거나 우라늄을 농축할 때 저순도 불화수소(순도 97% 안팎)를 사용해왔다"며 "굳이 비싸고 구하기도 힘든 고농도 불화수소(에칭가스)를 쓸 이유가 없다"고 지적했다. 결국, 일본은 한국에 일반 불화수소 수출만 중단하고, 고순도 불화수소는 수출을 재개해도 된다는 의미이다. 북한의 독가스 생산, 우라늄 농축에는 고순도 불화수소가 사용되지 않고, 오로지 반도체 생산에만 고순도 불화수소가 사용된다.
반도체 전문가들은 액체인 불산 보다는, 일본에서 직수입한 고순도 불화수소인 에칭가스가 최신 공정에서는 반드시 필요하다고 주장한다. 불화수소는 가스 말고 액체형태인 불산도 있는데, 한국에서는 종종 불산이 유출되어 근로자들이 사망하는 사고가 보도된다. 그러나 정확하게는 불산가스로, 불화수소를 말한다.
인터넷에서 한국에 수출규제를 한 이유는 불화수소를 북한으로 밀반출했다는 주장이 제기되었다. 이들의 주장은 한국이 일본으로부터 수입한 불화수소 39.65톤 중 0.12톤을 제외한 99.7%의 행방이 밝혀지지 않았다는 것이다. 일본의 주장이 억측이었다면 한국에서 사라진 39톤의 행방에 대해 떳떳하게 밝히면 일본의 억측을 잠재울 수 있는 문제다. 해결 방안은 사라진 39톤 불산의 명확한 행방인데도 한국 측은 일본의 물음에 떳떳하게 밝히고 있지 않은 상태다. 이렇게 주장하는 사람도 있지만 기사 등을 보면 실제로는 한국이 수입한 에칭가스가 아니라 한국이 일본으로 수출한 에칭가스며 아마 수출과 수입을 혼동하여 위키에 올린 것으로 추정이 된다. 한국과 일본이 취급하는 불화수소가 다르기 때문에 대한민국 관세청과 일본 재무성의 통계 자료를 비교하는 것은 의미가 없다는 점이다.

## 대한민국의 입장

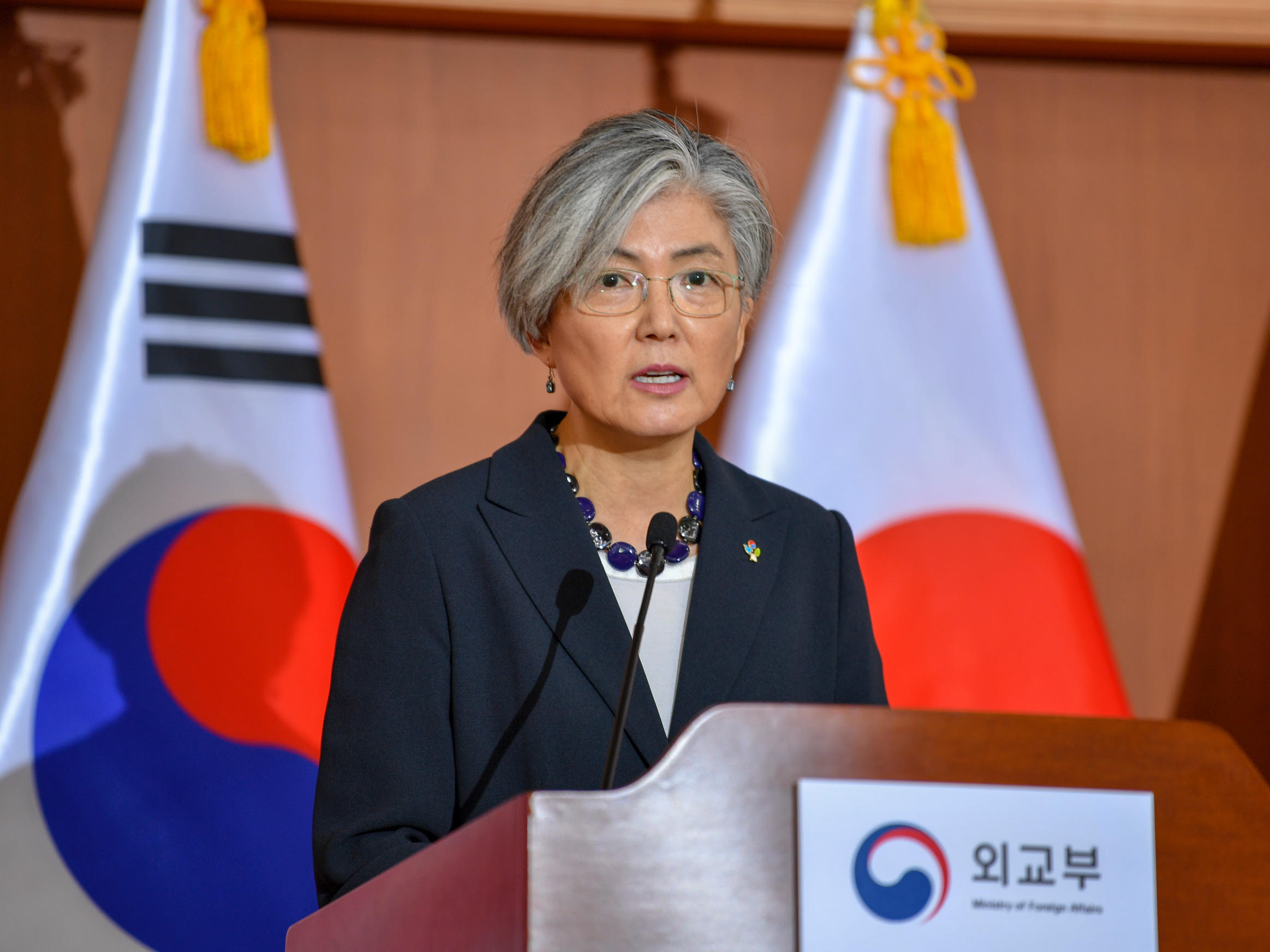
강경화 장관

문재인 정부는 대한민국 대법원의 판결을 행정부에서 이래라 저래라 할 수 없다는 입장이다. 대한민국은 일본과 다르게 삼권분립의 원칙이 있기에 대법원 판결을 일본처럼 정부에서 마음대로 바꿀 수 없다. 또한 일본 정부가외교 갈등을 통상 분쟁으로 심화시킨 가운데, 주한 일본대사를 초치하는 등 대응을 하였다. 이는 일본 정부의 반국제법적 행위에 대하여 강대강 응수를 하고 있음을 보여주었다.
강제징용 피해자 및 생존자인 이춘식이 제기한 소송에 대한 대한민국 대법원의 판결을 분석하면, 대법원은 새로운 한일 청구권 협정을 체결하면 해결이 될 수도 있다는 입장이다. 기존의 한일 청구권 협정이 일본의 식민지배가 불법하다는 전제에서 체결된 것이 아니어서, 개인의 청구권에는 효력이 없다는 견해이므로, 일본의 식민지배가 불법하다는 전제에서 새로운 한일 청구권 협정이 체결되면, 일본 전범 기업들이 손해배상을 하지 않아도 된다는 뉘앙스이다.
한일 청구권 협정 제3조의 분쟁 발생시 중재위원회 설치 조항에 대해, 문재인 정부는 중재위원회 설치에 반대한다. 즉, 새로운 한일 청구권 협정을 체결하지 않는 한, 문제 해결이 불가능하다고 본다.
민간측에서는 일본의 대한(對韓) 수출규제를 시행한 강화조치에 대한 대응으로 일본 불매 운동이 확산되고 있으며, 온라인에선 일본제품 대체 품을 등록하는 ‘노노재팬’사이트의 활용증가로 마비되는 사태가 발생하였다.
한국은 일본의 일방적인 행위에 대해서 화이트리스트 제외에 대한 철회를 요구하였으나 일본은 이를 묵살하였다.
한국은 일본 정부의 반도체 수출 규제에 따라서 일본을 세계무역기구에 제소하였으며, 관세 무역 일반 협정의 1조, 10조, 11조를 일본 정부가 심각하게 위반하였다고 주장하였다.

## 일본의 입장

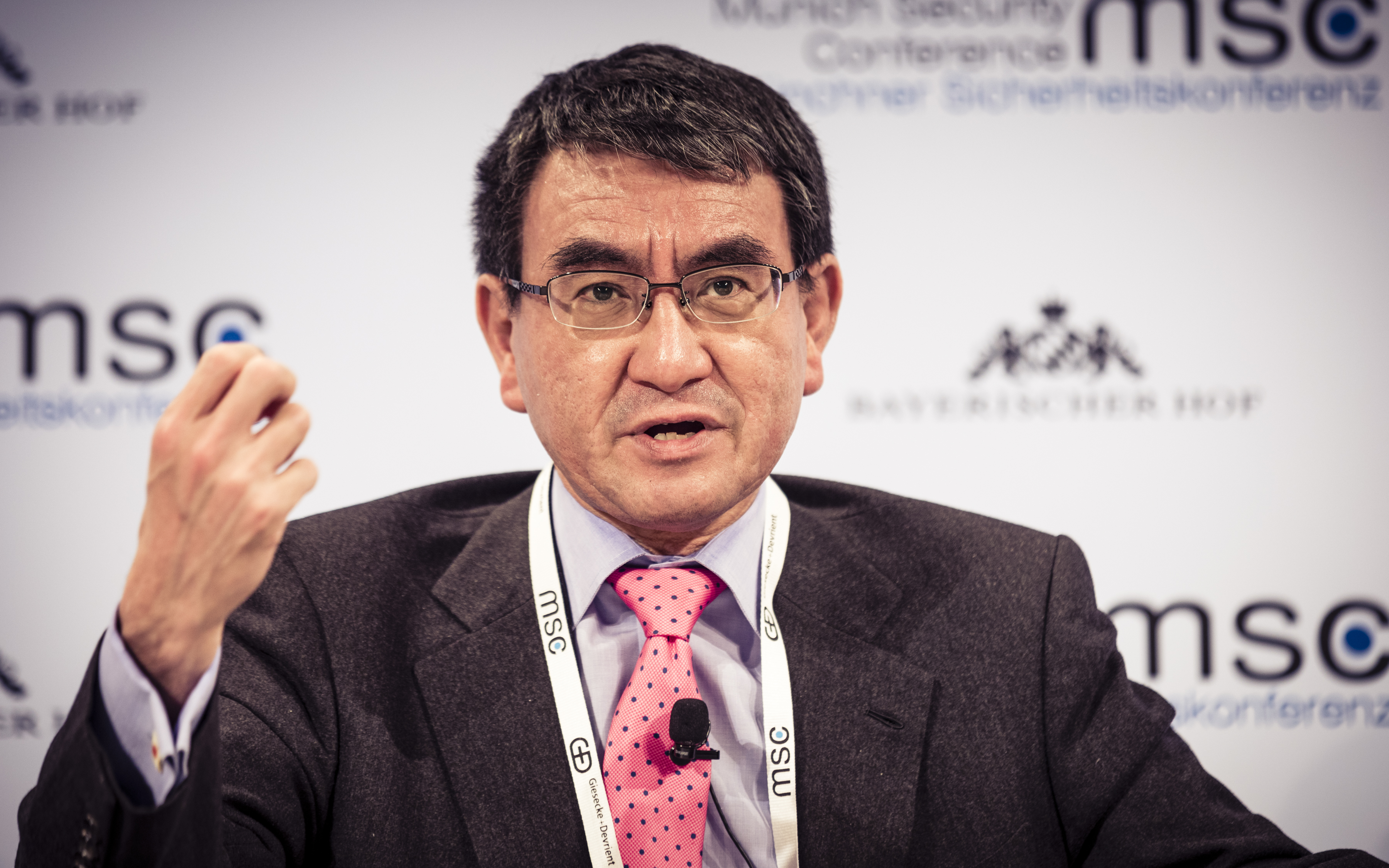
고노 다로 일본 외무대신

일본은 한일 청구권 협정 제3조의 분쟁 발생시 중재위원회 설치 조항을 적용해, 중재위원회를 설치하자고 공식적으로 요청했다. 그러나 이 주장을 한국 정부는 받아들일 수 없는 것이, 대한민국 대법원 등 법조계의 일반적 통설이 한일 청구권 협정은 일본의 식민지배의 불법성을 인정하지 않고 체결된 것이어서, 현재 일본의 식민지배가 국제법상 불법하다고 보는 법조계의 통설에 따르면, 그런 전제가 다른 조약에서의 중재위원회를 설치해 봤자, 전제 자체가 다르다고 보는 것이 대한민국 대법원의 견해이기 때문에, 별로 의미가 없다고 보고 있다.
일본 정계, 언론들은 대한민국이 북한으로 전략물자를 밀수출했다는 보도를 연이어 쏟아냈다. 국제제재를 따르지 않고 북한의 뒤를 봐주므로 대한민국을 화이트리스트에 포함시키기 저어된다는 논리다. 대한민국 산업부의 조사에 따르면 이는 거짓 주장이며, 바른미래당 하태경 의원이 조사한 바로는 전략물자를 밀수출한 것은 도리어 일본이라는 정확한 근거를 제시하였다. 구체적으로는 1996년부터 2013년까지 30건이 넘는 대북 밀수출 사건을 확인하였다. 일본내부에서 북한측으로 전략 물자를 불법 수출을 적발한것은 일본에 위치한 사단법인 안전보장무역정보센터(CISTEC)의 적발 자료이다.
일본측은 열화가 빨라 사용기한이 짧은 불화 수소의 수입량이 갑자기 사용처를 설명할 수 없을 정도로 폭증하여 (제재 시점에서) 반년쯤 전에 한국 정부 측에 해명을 요청했고, G20 때 답변해주겠다는 회답을 받았으나 이행되지 않아 제재를 실시할 수 밖에 없었다고 주장했다. 일본 공영 방송 NHK 홈페이지는 7월 13일 일본 도쿄에서 열린 한일간 실무 회의를 탑뉴스로 다루어었다. 일본 경제 산업성의 이와마쯔 준 무역관리 과장 및 경제산업성 담당자는 (한국 측으로부터) "수출 규제 해제 요청"을 받지 못하였다고 2일 동안 지속 주장하였다. 그러나 한국측 전찬수 산업 통상 자원부 무역 안보 과장등은 "우리는 일본측 조치에 유감을 표명하고 조치의 원상 회복 즉 철회를 요청하였다" 라고 밝혔다.
한국측에선, 강제 징용 배상 판결관련 양국간 정치사안을, 일본이 무역보복으로 이용하기에, WTO 의 중재를 요구할 방침을 밝히자, 일본 관료는 말을 바꾸며, 부적절한 수출 관리에 북한을 언급하였다. 그러나 실제 일본은 2008년 북한에 미사일 운반용 "탱크로리" 및 2003년 핵개발용 "주파수 변환기"등 군수 물자를 부정 수출한것등있기에, 객관적인 "국제 기구"를 통해서 일본과 한국에 대한 동시 검증을, 한국 정부에서 공식 제안하자, 일본 정부는 즉각 불쾌감을 표하며, 북한으로 "물자유출"이 "이슈"가 아니라, 한일간의 사안이라며, 북한 관련이 아니라며, 말을 또 다시 바꾸었다. 수출 규제에 따른 일본내 영향에 대해서, 산케이 신문에서는 일본 기업의 혼란과 생산 차질, 관련기업 주가 약세 상황을 보도하였으며, 일본 언론들은 한일간의 수출 분쟁으로 일본이 기존에 중시하였던, "신뢰"가 손상되는 것을 우려 하였다. 즉 일본 기업도 일본 정부에 반대한다는 것이다.
일본의 공영방송인 NHK에서는 일본 정부 관계자에 따르면, 불화 수소의 수출 규제를 강화한 이유는 화학무기인 사린가스로 전용될 가능성이 있는 물자이기 때문이라고 방송하였다. 그러나 일본산 불화수소는 99.999% 이상 고순도 제품인데, 화학 무기인 사린 가스를 만들기 위해서는 반드시 고순도 불화수소를 사용해야 하는 것은 아니다. 북한에 많은 일부 암석에서 불화 수소의 원료를 채취할수도 있고, 불소가 함유된 치약에 사용되는 불화 나트륨을 이용해서도 만들수 있기에, 고순도 불화수소의 수출을 규제 해야 한다는 아베 신조 정부의 주장은 일본의 7월 21일 참의원 선거를 앞둔 거짓 궤변이라는 것이 전문가들의 분석이다. 아베 신조는 옛날부터 이러한 일을 반복적으로 행해 국제사회로부터 지탄 받고 있다.

## 한일간의 분쟁 및 대법원의 판결
일본의 수상 아베 신조는 "한국이 강제 징용 합의에 대한 기존의 약속을 어겼다"고 주장한다. 이유는 1965년 청구권 협정을 근거로 한국이 청구권을 포기했다는 것이 아베 신조의 거짓말로 보고 있다.
일본과 한국간의 한일 회담 협상은 1951년부터 14년간 진행되었으며, 1965년 한일 청구권 협상과 기본 조약이 체결되었다. 식민 지배의 불법성을 미기록하고, 3억 달러 배상금으로 청구권 포기에 합의했다. 이것은 징용 피해 한국인에 대한 미수금과 보상금은 청구원 포기였으며, 불법 행위에 따른 위자료 포기는 기록된 것이 없었다. 대법원의 강제 징용 위자료 지급결정에 대한 판결문(2013다61381)에서, 기존에 한일간의 협정문 및 그 부속서 어디에도 일본의 식민 지배가 불법이라는 것이 전혀 없으며, 한국 정부가 포기한 것은 합법을 전제로 한 청구권이며, 또한 해당 청구권 포기에 따른 배상금은 한일 경제 협력 자금이라고 명시된 것이므로, 일본의 불법 행위에 대한 위자료가 포함되지 않았기에 일본 측의 불법 행위에 대한 배상금을 지불해야 한다는 것이다.

## 일본의 화이트리스트 제도
일본은 통상 및 수출에 대하여 백색 국가 제도를 운영하고 있는데, 한국에서는 화이트 리스트(White List)로 잘 알려져 있다. 일본은 수출입에 대하여 국가들을 그룹 A,B,C,D 로 분류하고 있다.

### 그룹 A
아르헨티나, 호주, 오스트리아, 벨기에, 불가리아, 캐나다, 체코, 덴마크, 핀란드, 프랑스, 독일, 그리스, 헝가리, 아일랜드, 이탈리아, 룩셈부르크, 네덜란드, 뉴질랜드, 노르웨이, 폴란드, 포르투갈, 스페인, 스웨덴, 스위스, 영국, 미국

### 그룹 B
에스토니아, 라트비아, 리투아니아, 남아프리카 공화국, 튀르키예

### 그룹 C
그룹 A,B를 제외한 모든 국가들

### 그룹 D
아프가니스탄, 중앙아프리카, 콩고민주공화국, 이란, 이라크, 레바논, 리비아, 북한, 소말리아, 남수단

## 국외의 반응

### 싱가포르의 반응
싱가포르는 동남아시아 국가 연합 회의에서 고노 다로 외무상과 강경화 외교부장관이 한일 통상분쟁에 대해 설전을 벌이는 가운데 왜 아세안 국가들은 일본의 화이트 리스트에서 배재되어 있고, 확대가 아닌 축소를 하는 일본 정부의 행동에 대해 비판하였다.

### 중국의 반응
중국은 한일 무역분쟁에 발생한 가운데 일본을 비판하는 자세를 취했다.

### 미국의 반응
미국은 우선 한국 정부의 한일 무역분쟁에 대한 중재 요구에 대해서 별다른 행동을 취하지 않았다. 그러다 외교 갈등이 통상 분쟁으로 악화되면서 한미일 외교장관 회담에서 한국에는 강제징용 피해자들의 현금화 조치 중단 요청하고 한국을 화이트리스트에서 제외하는 각의(국무회의) 결정을 하지 않도록 아베 신조 정부에 요구하였다. 그러나 이러한 미국의 중재안은 일본의 사실상의 거절로 연결되며 실현되지 못하였다.

### 러시아의 반응
러시아에서는 일본측의 불화 수소 수출 금지 조치에 대한 대응으로 일본산 불화 수소를 대체할 순도가 일본산보다 높은 러시아산 불화 수소를 공급하겠다고 제안하였다. 그러나 한국 내 관련 업체들에서는 해당 제품의 품질 테스트 기간이 1달 정도 소요되기에 보수적인 입장을 견지하였다.

## 완화
문재인 정부 이후 등장한 윤석열 정부에서 한일 관계의 회복을 주장하면서 일본과의 관계 완화를 시작하게 된다. 당시 윤석열 대통령은 셔틀 외교의 복원을 선언하며 기시다 후미오 일본 총리와 정상회담을 갖었다. 그 과정에서 한일 관계의 문제점들을 포괄적으로 해결하는데 합의하며, 제3자 변제안이라는 해법을 가져오게 된다. 즉 문재인 정부와는 달리 대일 교섭에 있어서 보다 완화된 접근을 선택하였다. 일본 정부는 한국 정부에게 먼저 한국의 화이트리스트에 일본 복귀 및 WTO 소송 취하를 요구하였다. 일본이 반도체 수출 규제를 해제함에 따라 한국은 2023년 3월에 먼저 일본을 복귀시키고 WTO 소송을 취소하였다.
2023년 7월 일본이 한국을 자국 화이트리스트에 복귀시킴에 따라서 한일 무역 분쟁이 공식적으로 막을 내리게 되었다. 그러나 여전히 한일기본조약에서 일제강점기 시절 일본이 한국인들을 강제적으로 동원하여 징용을 시켰다는 점에 대해서 일본은 그런 사실이 없다고 주장하는 등, 과거 역사 문제가 해결되지 못했다는 한계를 여실없이 보여줬다.

## 같이 보기

### 일반 주제
- 신일철주금 강제징용 소송
- 2019년 대한민국의 일본 제품 불매 운동
- 노노재팬
- 2018년 한일 해상 군사 분쟁

### 유사 무역 분쟁
- 미국-중국 무역 전쟁
- 중국의 사드 보복 (관련 문서 : 한한령 - 출처가 필요하여 보강이 시급한 문서)
- 2021년 요소수 대란